# 亚历山大·特里特茨基
亚历山大·弗拉基米罗维奇·特里特茨基（俄语：Александр Владимирович Третецкий，1947年?月?日—），苏联的军事检察官，1990年至1992年负责卡廷大屠殺的调查。